# Blink Twice (Shaboozey & Myles Smith)
Blink Twice is een nummer van de Amerikaanse zanger Shaboozey en de Britse singer-songwriter Myles Smith uit 2025. Het is de zesde single van Where I've Been, Isn't Where I'm Going, het derde studioalbum van Shaboozey, waarvan het op de deluxe editie verscheen.
"Blink Twice" belicht de schaduwkanten van succes en gaat in het turbulente leven van jonge artiesten, die te maken hebben met snelle veranderingen en publieke aandacht. De tekst reflecteert op het duizelingwekkende tempo van succes, de uitputting van altijd ergens anders te zijn, en de vreemde leegte die kan ontstaan als je alles krijgt wat je ooit wilde. Het nummer flopte in Amerika, maar bereikte wel een bescheiden 44e positie in het Verenigd Koninkrijk. In de Nederlandse Top 40 was het succesvoller dan bij de overzeese buren, daar bereikte het een 20e positie. Ook werd het een grote radiohit in Nederland. In de Vlaamse Ultratop 50 werd de 12e positie gehaald.

## Tracklijst
Muziekdownload
1. "Blink Twice" - 2:36